# Liga Premier de Ucrania 2009-10
La temporada 2009-10 de la Liga Premier de Ucrania fue la 19.ª edición desde su creación y la segunda desde su reorganización bajo el formato actual.
Dinamo Kiev era el defensor del título, después de haber ganado su 13° título liguero en la pasada temporada. Un total de dieciséis equipos participaron en la liga; catorce de ellos disputaron la temporada 2008/09, mientras que los dos restantes fueron promovidos desde la Persha Liha.
La temporada comenzó el 17 de julio de 2009. Las vacaciones de invierno fueron desde el 13 de diciembre de 2009 hasta el 28 de febrero de 2010. La última fecha de la temporada se jugó el 9 de mayo de 2010.
El 5 de mayo de 2010, el Shaktar Donetsk recuperó el título después de una victoria por 1-0 contra su rival, el Dinamo Kiev.

## Tabla de posiciones
| Pos | Equipo                | PJ | PG | PE | PP | GF | GC | Dif | Pts |
| --- | --------------------- | -- | -- | -- | -- | -- | -- | --- | --- |
| 1.  | Shajtar Donetsk       | 30 | 24 | 5  | 1  | 62 | 18 | +44 | 77  |
| 2.  | Dinamo Kiev           | 30 | 22 | 5  | 3  | 61 | 16 | +45 | 71  |
| 3.  | Metalist Járkov       | 30 | 19 | 5  | 6  | 49 | 23 | +26 | 62  |
| 4.  | Dnipro Dnipropetrovsk | 30 | 15 | 9  | 6  | 48 | 25 | +23 | 54  |
| 5.  | Karpaty Lviv          | 30 | 13 | 11 | 6  | 44 | 35 | +9  | 50  |
| 6.  | Tavriya Simferopol    | 30 | 12 | 9  | 9  | 38 | 38 | 0   | 45  |
| 7.  | Arsenal Kiev          | 30 | 11 | 9  | 10 | 44 | 41 | +3  | 42  |
| 8.  | Metalurg Donetsk      | 30 | 11 | 7  | 12 | 41 | 33 | +8  | 40  |
| 9.  | Metalurg Zaporizhia   | 30 | 10 | 5  | 15 | 31 | 48 | −17 | 35  |
| 10. | Vorskla Poltava       | 30 | 6  | 13 | 11 | 29 | 32 | −3  | 31  |
| 11. | Obolón Kiev           | 30 | 9  | 4  | 17 | 26 | 50 | −24 | 31  |
| 12. | Illichivets Mariupol  | 30 | 7  | 8  | 15 | 31 | 56 | −25 | 29  |
| 13. | Zarya Lugansk         | 30 | 7  | 7  | 16 | 23 | 47 | −24 | 28  |
| 14. | Kryvbas Kryvyi Rih    | 30 | 7  | 4  | 19 | 31 | 47 | −16 | 25  |
| 15. | Chernomorets Odessa   | 30 | 5  | 9  | 16 | 21 | 44 | −23 | 24  |
| 16. | Zakarpattia Uzhhorod  | 30 | 5  | 4  | 21 | 18 | 44 | −26 | 19  |

|  | Fase de grupos de la Liga de Campeones             |
|  | Tercera ronda previa de la Liga de Campeones       |
|  | Ronda play-off de la Liga Europea de la UEFA       |
|  | Tercera ronda previa de la Liga Europea de la UEFA |
|  | Segunda ronda previa de la Liga Europea de la UEFA |
|  | Descenso a la Persha Liha                          |

## Goleadores
| # | Jugador          | Goles | Equipo              |
| - | ---------------- | ----- | ------------------- |
| 1 | Artem Milevski   | 17    | Dinamo Kiev         |
| 2 | Jakson Coelho    | 16    | Metalist Járkov     |
| 3 | Yevhen Selezniov | 13    | Shajtar/Dnipro      |
| 4 | Luiz Adriano     | 11    | Shajtar Donetsk     |
| 5 | Andréi Voronkov  | 10    | Obolón Kiev/Kryvbas |
| 6 | Henrij Mjitaryán | 9     | Metalurg Donetsk    |
| 6 | Denís Oléinik    | 9     | Metalist Járkov     |
| 6 | Andriy Vorobei   | 9     | Arsenal Kiev        |
| 6 | Ionuţ Mazilu     | 9     | Arsenal Kiev        |
| 6 | Jadson           | 9     | Shajtar Donetsk     |